# Chrysocatharylla gozmanyi
Chrysocatharylla gozmanyi là một loài bướm đêm trong họ Crambidae.